# Gajusz Terencjusz Warron
Gaius Terentius Varro - konsul rzymski wybrany wiosną 216 roku p.n.e. W tym samym czasie został wybrany drugi konsul Lucjusz Emiliusz Paulus, z którym wspólnie walczyli z Hannibalem. Był zwolennikiem szybkiego rozprawienia się z inwazją Hannibala. Kilkakrotnie udaremnił Hannibalowi jego taktyczne sztuczki, w jednej z bitew o mało nie przyczynił się do zwycięstwa nad Hannibalem, jednak na drodze stanęło  współzawodnictwo z Emiliuszem, który był zwolennikiem kontynuowania strategii Fabiusza. Razem z Serwiliuszem i Emiliuszem współdowodził legionami rzymskimi w przegranej bitwie pod Kannami, w której obaj dowódcy (Serwiliusz i Emiliusz) polegli. Po przegranej bitwie Terencjusz przekazał dowództwo nad resztą wojska Scypionowi.
Warron piastował obowiązki pretora w roku 218 p.n.e. W latach 215–213 był prokonsulem w Picenum, a w latach 208–207, jako propretor, sprawował władzę w Etrurii, gdzie walczył z młodszym bratem Hannibala, Hazdrubalem Barkasem. w roku 200 p.n.e. został wysłany do Afryki Północnej jako ambasador.